# Cataracta
Cataracta, monotipski biljni rod iz porodice pomoćnica ili krumpirovki smješten u podtribus Physalidinae, dio tribusa Physalideae. Jedina vrsta je C. microphysa, to je polugrm i prvenstveno raste u suptropskom biomu. Izvorni areal ove vrste je sjeveroistočni Meksiko, pa do Jalisca.
Rod je opisan je u Phytotaxa 616(3): 252–255, f. 3A-E, 4A1-A3. 2023.

## Sinonimi
- Physalis campanulata Brandegee; Univ. Calif. Publ. Bot. 4: 278 (1912)
- Physalis microphysa A.Gray; Proc. Amer. Acad. Arts 21: 402 (1886)